# Cazaux-Villecomtal
Cazaux-Villecomtal – miejscowość i gmina we Francji, w regionie Oksytania, w departamencie Gers.
Według danych na rok 1990 gminę zamieszkiwało 91 osób, a gęstość zaludnienia wynosiła 22 osób/km² (wśród 3020 gmin regionu Midi-Pyrénées Cazaux-Villecomtal plasuje się na 972. miejscu pod względem liczby ludności, natomiast pod względem powierzchni na miejscu 1562.).